# الغوبلن (الأرض الوسطى)
الغوبلن (بالإنجليزية: Goblin)‏ مخلوقات الأورك التي تعيش في أعماق جبال الضباب ، أكثر تشوُّها من الأورك لا يحتملون ضوء النهار ، يتميّزون عن الأورك بلون بشرتهم الفاتح .